# Якусима (посёлок)
Якусима (яп. 屋久島町 Якусима-тё:) — посёлок в Японии, находящийся в уезде Кумаге округа Кумаге префектуры Кагосима. Площадь посёлка составляет 541,00 км², население — 13 101 человек (1 августа 2014), плотность населения — 24,22 чел./км².

## Географическое положение
Посёлок расположен на острове Якусима в префектуре Кагосима региона Кюсю.

## Население
Население посёлка составляет 13 101 человек (1 августа 2014), а плотность — 24,22 чел./км². Изменение численности населения с 1980 по 2005 годы:
| 1980 | 15 624 чел. |  |
| 1985 | 15 074 чел. |  |
| 1990 | 13 860 чел. |  |
| 1995 | 13 593 чел. |  |
| 2000 | 13 875 чел. |  |
| 2005 | 13 761 чел. |  |

## Символика
Деревом посёлка считается якусуги, цветком — Hymenanthes, птицей — Erithacus akahige.